# Operación Uzice
La Operación Uzice, conocida en la antigua Yugoslavia como la Primera Ofensiva Enemiga (croata: Prva neprijateljska ofenziva, serbio: Prva neprijateljska ofanziva) o como Primera Ofensiva Antipartisana, fue una campaña de la Segunda Guerra Mundial librada entre los partisanos por un lado y los alemanes y los chetniks por otro. Tuvo lugar en el oeste de Serbia entre el 27 de septiembre y el 15 de octubre de 1941.

## Antecedentes
A mediados de septiembre de 1941, Tito y el resto del personal partisano marcharon desde Belgrado a la primera zona liberada por los partisanos serbios. Su base se encontraba entre Šabac y Užice, en el área de Krupanj (Noroeste de Serbia), y es denominada comúnmente como la "República de Užice". En este contexto, los partisanos formaron 25 nuevos destacamentos.

## Operación
Para purgar aquel territorio de partisanos, los alemanes emplearon las divisiones 113 y 342, además de parte de las divisiones 704, 714, 717 y 718. Para dicha ofensiva contaron con la ayuda de los Cuerpos de Voluntarios Serbios de Dimitrije Ljotić, las fuerzas de Kosta Pećanac, la Ustaše y la Guardia Nacional Croata. Al penetrar las tropas nazis en los territorios controlados por los partisanos, hubieron de enfrentarse a la resistencia ofrecida por estos, sobre todo en la montaña Rudnik y en Kraljevo. Como represalia por la pérdida de un hombre, los alemanes ejecutaron en Kragujevac a 7000 personas entre el 21 y el 23 de septiembre.
La ofensiva comenzó oficialmente el 29 de septiembre cuando la 342ª División de Infantería alemana atacó a los partisanos en la carretera entre Šabac y Loznica.
Cuando los alemanes iniciaron las operaciones, Tito trató de negociar la ayuda de Draža Mihajlović y sus chetniks, pero no logró alcanzar un acuerdo. Por el contrario, el 13 de noviembre, Mihajlović se reunió con emisarios alemanes y declaró que no se resistiría a ellos, e incluso que combatiría a la resistencia.
Las fuerzas chetniks se enfrentaron a los partisanos en algunas ocasiones, pero sin éxito. En una ocasión, las fuerzas de Mihajlović, después de intentar un ataque sorpresa, fueron rodeadas. Los partisanos le permitieron marchar libres, acción que los observadores políticos han atribuido a un trato militar, como que los chetniks atacaran a las fuerzas alemanas. Sin embargo, el enlace británico de Mihajlović no fue tan indulgente, pues aconsejó a Londres que se dejara de abastecer a los chetniks tras su asistencia a los alemanes durante el ataque a Užice, pero Gran Bretaña continuó haciéndolo.
Las fuerzas alemanas y sus aliados avanzaron desde el norte y el este hacia Užice, y por la segunda quincena de noviembre, las fuerzas partisanas se encontraban en plena retirada. El 29 de noviembre los partisanos, incluida su sede allí, habían abandonado Užice y se habían trasladado a Sandžak. Algunos destacamentos no pudieron retirarse a tiempo y fueron dispersos o destruidos. Tras el repliegue de las principales fuerzas partisanas a Sandžak, solo 5 destacamentos partisanos estaban presentes en Serbia. En total, los partisanos perdieron 1415 hombres (80 heridos y 718 prisioneros) frente a los 11 muertos y 35 heridos sufridos por las unidades alemanas.